# Compagnia Generale di Elettricità
La CGE Compagnia Generale di Elettricità S.p.A., nota semplicemente come CGE, è stata un'azienda italiana con sede a Milano, controllata dalla multinazionale statunitense General Electric, che operava nei settori dell'elettromeccanica e dell'elettronica.

## Storia

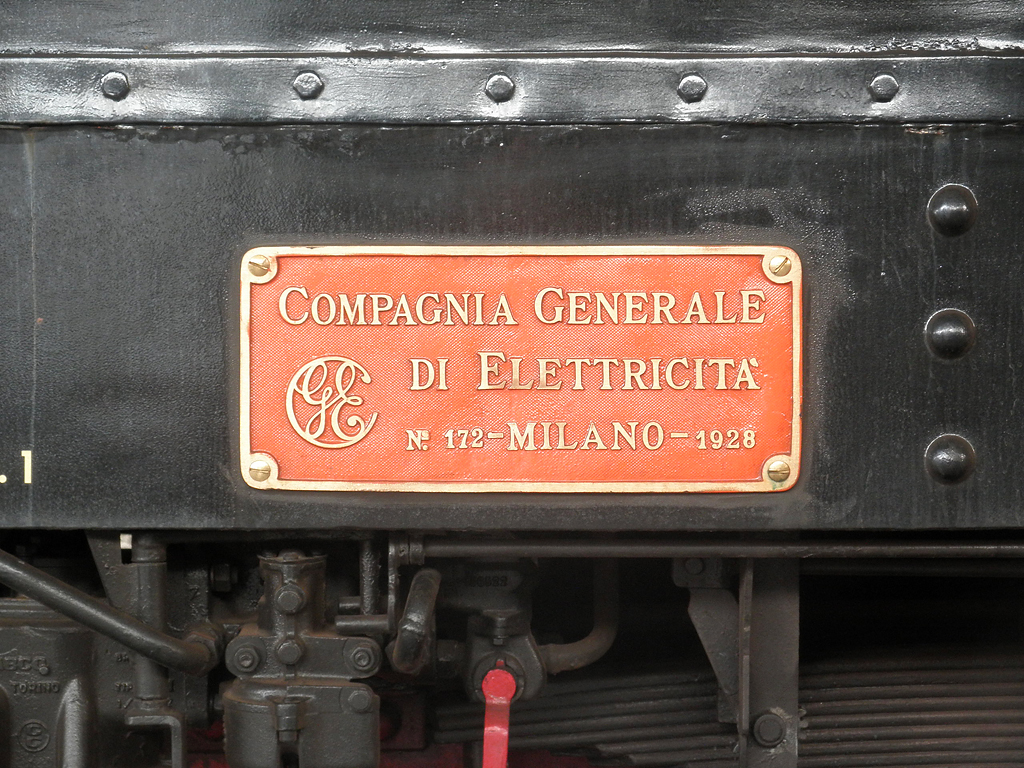
Targa CGE della locomotiva elettrica E.600-3 delle Ferrovie Nord Milano

Lo sviluppo del settore elettrotecnico avvenuto tra la fine del XIX secolo e l'inizio del XX, interessò anche l'Italia, dove un notevole contributo venne dato dalle imprese straniere che investirono i loro capitali nel paese, che a quell'epoca era in piena fase di decollo industriale e sviluppo infrastrutturale. Tra queste imprese figurarono la tedesca AEG e la francese Compagnie française Thomson-Houston, che nel 1904 in joint-venture fondarono a Milano la AEG-Thomson Houston Società Italiana di Elettricità. Detta società, la cui attività consisteva nella produzione di trasformatori, e che arrivò a impiegare fino a 450 addetti alla vigilia della prima guerra mondiale, nel 1915 cambiò ragione sociale in Società Elettrotecnica Galileo Ferraris per Costruzioni e Impianti, e quattro anni più tardi, nel 1919, venne inglobata nella Franco Tosi di Legnano.
L'officina dell'ex AEG-Thomson Houston, sita in via Bergognone 40, nel quartiere operaio milanese Zona Tortona, venne rilevata da una nuova impresa, la Società Anonima Compagnia Generale di Elettricità. La società, costituita l'11 marzo 1921 a Milano con rogito del notaio Gerolamo Serina, e un capitale sociale di 1 milione di lire, elevato a 40 milioni a seguito di delibera dell'assemblea riunitasi il 20 giugno, era una consociata italiana del gruppo industriale statunitense General Electric, che vi partecipava come socio di maggioranza con il 49,2% delle quote, assieme alla FIAT e alla Ercole Marelli, rispettivamente detentrici del 36,9 e del 13% delle quote.
Le attività iniziali della CGE consistevano nella costruzione di generatori, di motori e di impianti elettrici completi destinati alla produzione dell'energia elettrica e all'elettrificazione delle infrastrutture ferroviarie, tranviarie, filoviarie e navali, nonché di apparecchi elettrici come dinamo e semafori stradali. Nel 1929, assunse il controllo della ditta Scotti, Brioschi & C. di Novara, produttrice di trasformatori elettrici e di altri apparecchi per l'industria elettrotecnica.

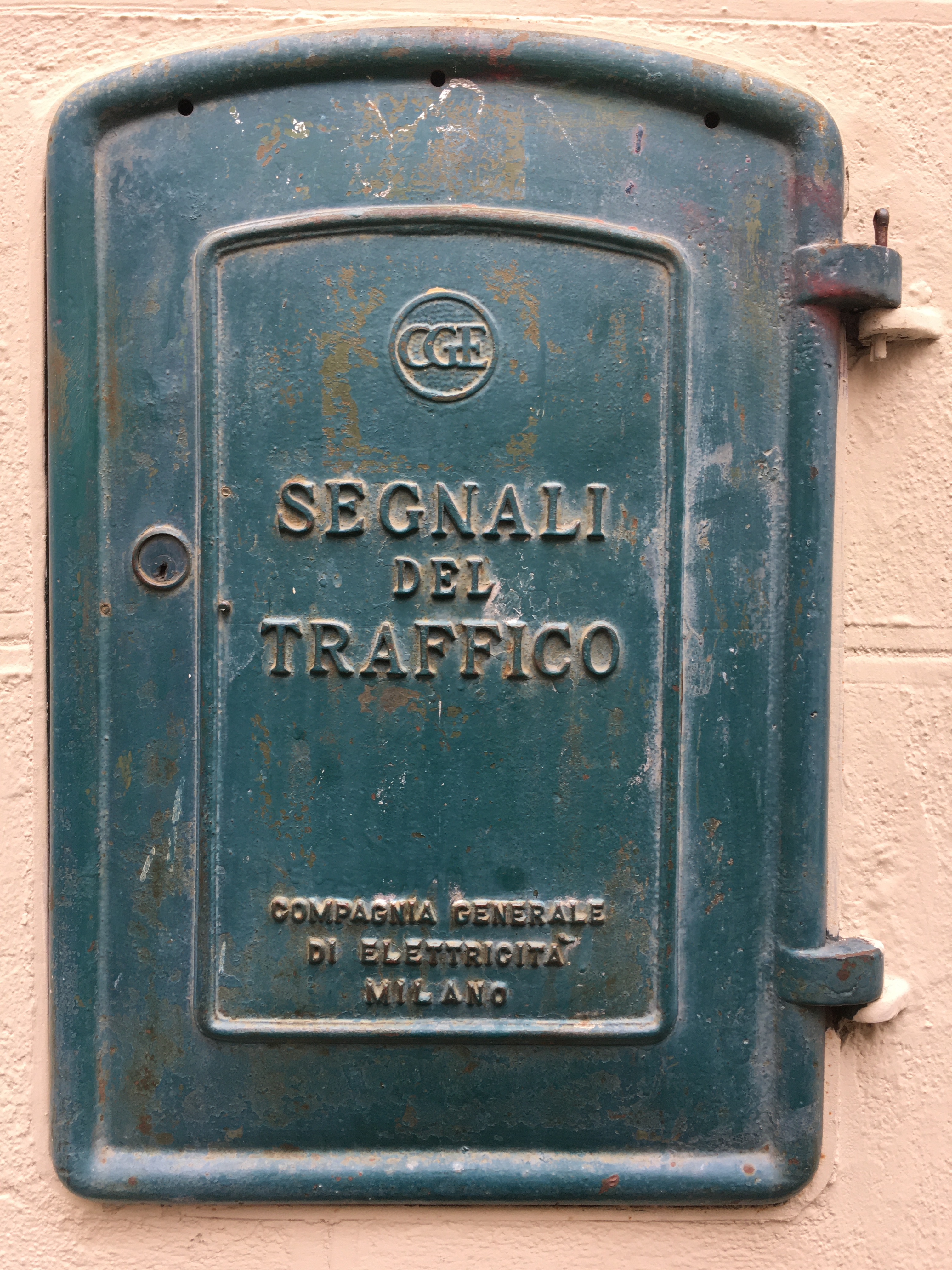
Coperchio di sistema elettrico automatico/manuale di gestione di apparecchi di controllo traffico

Lo sviluppo della radiofonia avvenuto a inizio anni venti portò alla diffusione degli apparecchi radiofonici per uso civile, e in questo settore CGE vi entrò con la commercializzazione di radioricevitori prodotti dalla RCA e dalla Westinghouse. L'azienda milanese passò ben presto alla produzione, ed ampliò lo stabilimento con la costruzione di nuovi fabbricati per ospitare il nuovo refettorio, magazzini, officine e locali di carico e scarico, collegati alla stazione di Porta Genova tramite binari di raccordo. Nel 1933, CGE, alla cui guida vi era l'ingegner Renzo Norsa in qualità di amministratore delegato e direttore generale, arrivò a impiegare 1.500 lavoratori, e contava filiali a Bari, Bologna, Firenze, Genova, Milano, Napoli, Padova, Palermo, Roma e Torino. Principali aree di esportazione furono l'America Latina, l'Australia, i Balcani, la Cina, l'India, la Nuova Zelanda e il Sudafrica.
Nel settore degli apparecchi radio si affermò tra i maggiori produttori a livello nazionale con l'adesione alla costruzione dei modelli Radio Rurale (1934), Radio Balilla (1936) e Radio Roma (1939), creati dal regime fascista. La produzione venne ampliata anche agli apparecchi per uso professionale come i radiofonografi, gli amplificatori, gli altoparlanti, le cuffie e sistemi di registrazione e riproduzione. L'espansione nel settore della produzione di apparecchi radiofonici da parte di CGE fu avviata nel 1941, quando rilevò la Fabbrica Apparecchi Radiofonici (FAR), dando così vita alla FIAR.
Nel secondo dopoguerra, i settori degli elettrodomestici e dell'elettronica di consumo, ebbero maggiore sviluppo produttivo e commerciale in Europa e in Italia, rispetto al periodo precedente, e perciò vi entrò anche CGE. Nel 1946, rilevò attraverso la FIAR lo stabilimento italiano della Telefunken a Baranzate, in provincia di Milano, dove si costruivano radio, e nel quale nel 1953 fu avviata la produzione dei televisori. Nel 1951, a San Giorgio a Cremano, in provincia di Napoli, col supporto finanziario della Cassa per il Mezzogiorno, fu costituita la CONE-Compagnia Napoletana Apparecchi Elettrici S.p.A., di cui la CGE era il maggiore azionista con il 75% delle quote, e soci di minoranza con il 12,5% ciascuno la SME e il Banco di Napoli. CONE si specializzò nella produzione di frigoriferi e scaldabagni per la CGE con il relativo marchio, e lo stabilimento, che al 1968 impiegava 600 addetti, verrà ceduto in quello stesso anno alla ITC Italcold. Successivamente fu acquisito il controllo della SIRE di Canegrate, in provincia di Milano, produttrice di resistenze elettriche, il cui stabilimento fu destinato alla produzione delle lavatrici e della lavastoviglie. Nel 1957, rilevò il marchio Unda Radio dall'omonima ditta di Como, in amministrazione controllata.
Per quel che concerne i settori in cui CGE era tradizionalmente attiva, come l'elettromeccanica e l'elettrotecnica, si registrarono, nel 1956, l'acquisizione della SADELMI di Milano, impresa specializzata nel settore dell'ingegneria e delle costruzioni in ambito energetico, e delle sue filiali in Argentina, Brasile e Venezuela, nel 1957, l'acquisizione e la fusione per incorporazione dell'azienda chimica milanese Biffi Antonio.
Nel 1960, alla CGE venne consegnato il Premio Compasso d'oro per la lavabiancheria modello Castalia, quale esempio di concezione estetica di un prodotto nel quadro della più sicura tradizione tecnica.
Nel 1966, General Electric rilevò altre quote della CGE possedute dalla FIAT, arrivando a controllare il suo 80%. Nello stesso anno, furono fuse per incorporazione le controllate CONE, Unda, Zancangeloni, SIRE e Scotti-Brioschi. CGE strinse al contempo un accordo con l'Ansaldo-San Giorgio che nel 1967 portò alla nascita della Ansaldo San Giorgio Compagnia Generale (ASGEN), nella quale confluirono le attività della sua divisione elettrotecnica. Sempre nel 1967, cedette la divisione dell'elettronica di consumo della controllata FIAR alla tedesca AEG-Telefunken, che rilevò lo stabilimento di Baranzate e la produzione di radio e televisori a marchio CGE. Nel 1970, fu attuata la fusione tra la SADELMI e la COGEPI, dando origine ad una nuova società di ingegneria e impiantistica, la SADELMI-COGEPI S.p.A.. Nel 1973, CGE rilevò ed assorbì TEOMR Telemeccanica Elettrica Officine Meccaniche Riunite S.p.A., che produceva strumentazioni elettroniche, controllata dalla Pirelli.
Alla fine degli anni settanta, le attività della CGE erano ridotte ai soli settori dell'elettromeccanica e di elettronica professionale. Nel 1978, il consiglio di amministrazione della CGE, presieduta dal colonnello Filippo Senni, deliberò la trasformazione della medesima azienda in una holding e strutturata come controllante di tre società a cui vennero trasferite le sue attività:
- la neocostituita CGE-Compagnia Generale Elettromeccanica S.p.A., per la divisione elettromeccanica;
- la FIAR, divenuta FIAR-Fabbrica Italiana Apparecchiature Radioelettriche S.p.A., per la divisione elettronica;
- SADELMI-COGEPI S.p.A.[34][35]

Il nuovo Gruppo subì poco tempo dopo un ridimensionamento con le cessioni, della FIAR nel 1980 alla SETEMER, controllata dalla svedese Ericsson, e quella della SADELMI-COGEPI nel 1988 alla svizzera Brown, Boveri & Cie.

## Informazioni e dati
La CGE-Compagnia Generale di Elettricità, consociata italiana della multinazionale statunitense General Electric, con sede legale a Milano, operava nei settori dell'elettromeccanica e dell'elettronica.
Nel 1978, l'azienda realizzò un fatturato di 70 miliardi di lire ed una perdita d'esercizio di 4,5 miliardi, ed impiegava 3.427 dipendenti in 7 stabilimenti, di cui quattro a Milano, e i rimanenti tre a Brescia, Novara e Grugliasco, in provincia di Torino.